# Le Sphinx (nouvelle)
Le Sphinx (en anglais : The Sphinx) est une nouvelle d'Edgar Allan Poe publiée pour la première fois en janvier 1846.

## Historique
Elle paraît en 1846 dans le Arthur's Ladies Magazine à Philadelphie et est reprise en 1859 dans le volume II (Poems And Tales) du recueil posthume The Works of the late Edgar Allan Poe chez Blakeman & Mason. Elle fait partie des vingt-cinq nouvelles qui n'ont pas été traduites par Charles Baudelaire.
Sa première traduction en français est de  William Little Hughes (1822-1887) et est publiée chez Hetzel en 1862 dans un volume intitulé Contes inédits.

## Résumé
L'action se déroule à New York durant une épidémie de choléra.
Le narrateur, réfugié dans une villa isolée au bord de l'Hudson chez un parent, tente d'échapper à l'épidémie. Malgré les distractions offertes par la vie à la campagne, l'angoisse de la mort le poursuit à travers les nouvelles quotidiennes des victimes du fléau.
Un jour, depuis la fenêtre de la villa, il aperçoit une créature monstrueuse sur le flanc d'une colline. Il décrit minutieusement cet être aux proportions gigantesques : une trompe de 20 mètres, des défenses, des cornes en cristal, quatre ailes métalliques de 100 mètres chacune, et surtout une tête de mort dessinée sur sa poitrine. La créature pousse un cri strident avant de disparaître.
Plusieurs jours plus tard, il se décide à raconter sa vision à son hôte. La créature réapparaît alors, mais seul le narrateur peut la voir. Son hôte, après l'avoir écouté attentivement, lui révèle qu'il s'agit en réalité d'un sphinx tête-de-mort, un papillon de nuit. L'illusion des proportions titanesques provenait d'une erreur de perception visuelle : l'insecte, long d'environ 4 millimètres, se déplaçait sur une toile d'araignée près de la fenêtre.